# 略夫雷加特河畔埃尔普拉特
略夫雷加特河畔埃尔普拉特（西班牙语，加泰隆尼亞語發音：[əl ˈpɾad də ʎuβɾəˈɣat]）是西班牙加泰罗尼亚巴塞罗那省的一个市镇。总面积32平方公里，总人口63312人（2013年），人口密度2000人/平方公里。